# Epeorus namatus
Epeorus namatus är en dagsländeart som först beskrevs av Burks 1946.  Epeorus namatus ingår i släktet Epeorus och familjen forsdagsländor. Inga underarter finns listade i Catalogue of Life.